# Palais de Dolmabahçe
 (janvier 2016).
Si vous disposez d'ouvrages ou d'articles de référence ou si vous connaissez des sites web de qualité traitant du thème abordé ici, merci de compléter l'article en donnant les références utiles à sa vérifiabilité et en les liant à la section « Notes et références ».
Le palais de Dolmabahçe (en turc : Dolmabahçe Sarayı, prononcé [dɔɫ.mɑ.bɑh.'t͡ʃɛ sɑ.ɾɑ.'jɯ]) situé à Istanbul, en Turquie, sur le côté européen du Bosphore, a été la résidence du sultan de 1853 à 1922, à l'exception d’une vingtaine d’années, entre 1889 et 1909, où fut utilisé le palais de Yıldız. Alors centre administratif de l'Empire ottoman, c'est aujourd'hui un musée géré par la direction du palais national (Millî Saraylar Daire Başkanlığı) de la Grande Assemblée nationale de Turquie.

## Histoire
Le nom de Dolmabahçe, de dolma, « rempli » et bahçe, « jardin », signifie « le jardin comblé ». Ce nom rappelle les travaux d'aménagement du site, qui était à l'origine une crique du Bosphore. Comblé au cours du XVIIIe siècle, le port a été transformé en un jardin impérial, très apprécié des sultans ottomans.

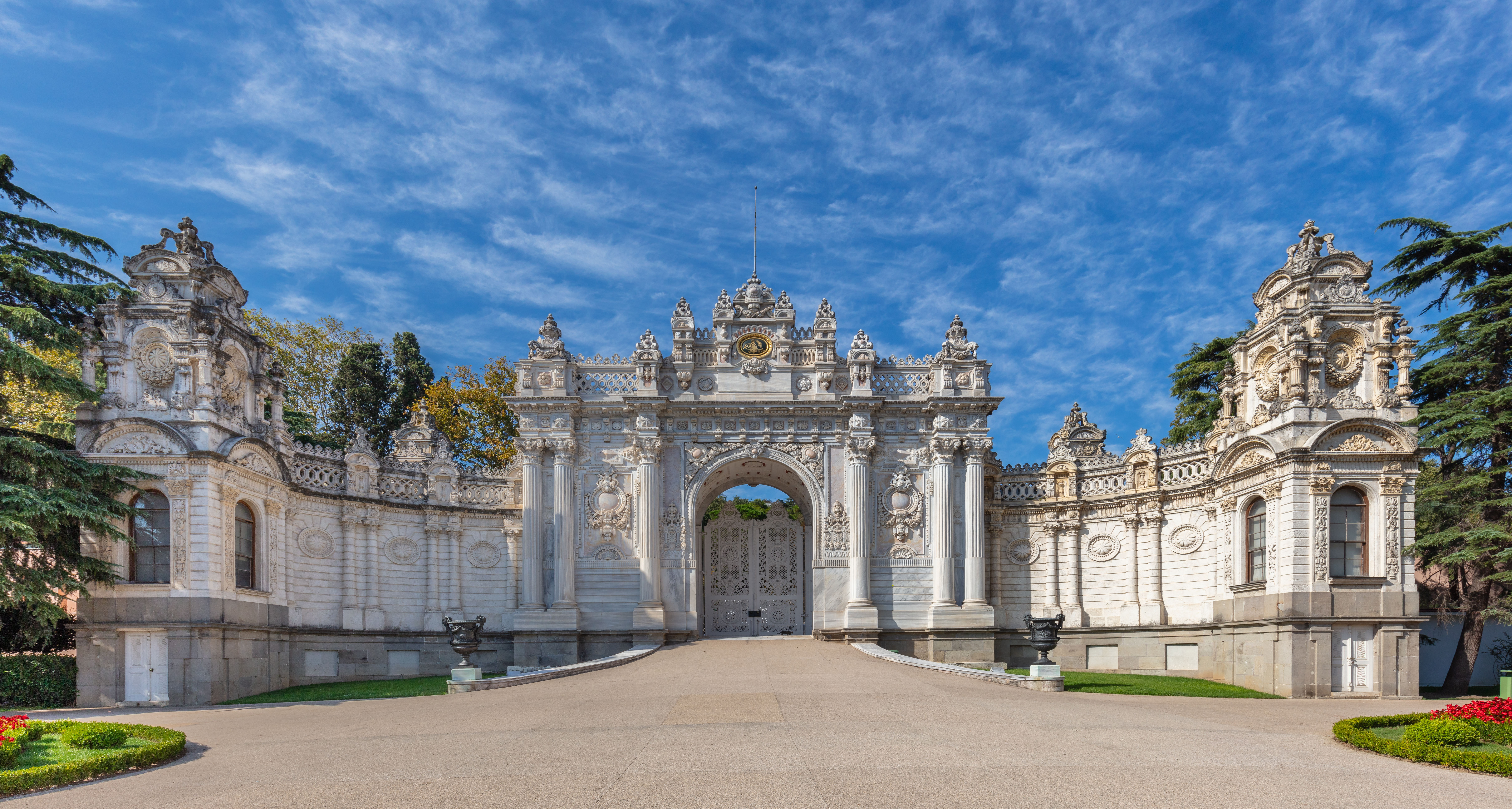
La porte du Sultan.

Plusieurs palais d'été ont été bâtis à cet endroit, au cours des XVIIIe et XIXe siècles.
Le palais existant a été construit entre 1842 et 1853, sous le règne du sultan Abdülmecit Ier, sur le site de l'ancien palais côtier de Beşiktaş. La construction du palais de Dolmabahce a été réalisée par Abdulhalim Bey, Altunizade Ismail Zuhtu Pacha, Karabet Balyan, Ohannes Serverian, Nikogos Balyan et James William Smith.
Son édification coûta cinq millions de livres-or ottomanes, soit l'équivalent de 35 tonnes d'or, dont quatorze tonnes furent utilisées sous forme de feuille d'or pour décorer les plafonds du palais.
À l'issue des travaux, les sultans ont emménagé à Dolmabahçe, quittant le palais de Topkapı qui n'avait pas le luxe moderne que pouvait fournir le nouveau palais.
Six sultans y résidèrent dès 1856, jusqu'à l'abolition du califat en 1924, puisque le dernier des califes à y vivre fut Abdülmecit II. Année durant laquelle une loi qui est entrée en vigueur le 3 mars, transféra la propriété du palais au patrimoine national de la nouvelle République turque.
Mustafa Kemal Atatürk, le leader et fondateur de cette république moderne, a utilisé le palais présidentiel comme résidence d'été et y a effectué certains de ses travaux les plus importants. Atatürk y a passé ses derniers jours et y mourut le 10 novembre 1938 à 9 h 05.
Le 29 mars 2022 s’est tenu dans le palais les pourparlers de cessez-le-feu entre les délégations ukrainiennes et russes.

## Architecture

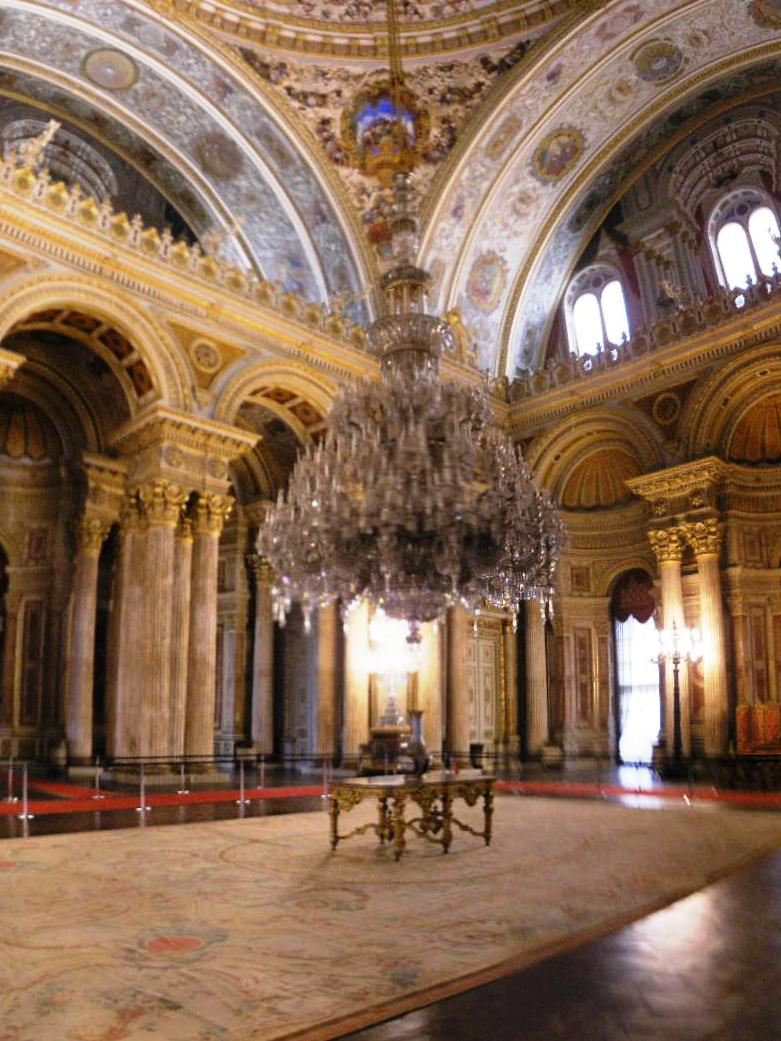
Grand lustre de Bohême, salon des Cérémonies.

Le palais a une superficie de 45 000 m² et comporte 285 pièces, 44 salles, 6 bains (hammams) et 68 cabinets de toilette. C'est le plus grand palais en Turquie en considérant que le bâtiment monobloc occupe 15 000 m².
La décoration est essentiellement réalisée selon le modèle occidental, avec des éléments baroque, rococo et néoclassique mélangée avec des traditions de l'art ottoman et de la culture traditionnelle pour former une nouvelle approche.
Fonctionnellement, d'autre part, il est approprié à la vie traditionnelle du palais ottoman et également aux caractéristiques d'une chambre turque.
Il est composé de trois parties :
- la Mabeyn-i Hümâyûn ou Selamlık, quartier réservé aux hommes ;
- le Muayede Salonu, salles de cérémonie ;
- le Harem-i Humayûn, le Harem et les appartements de la famille du sultan.

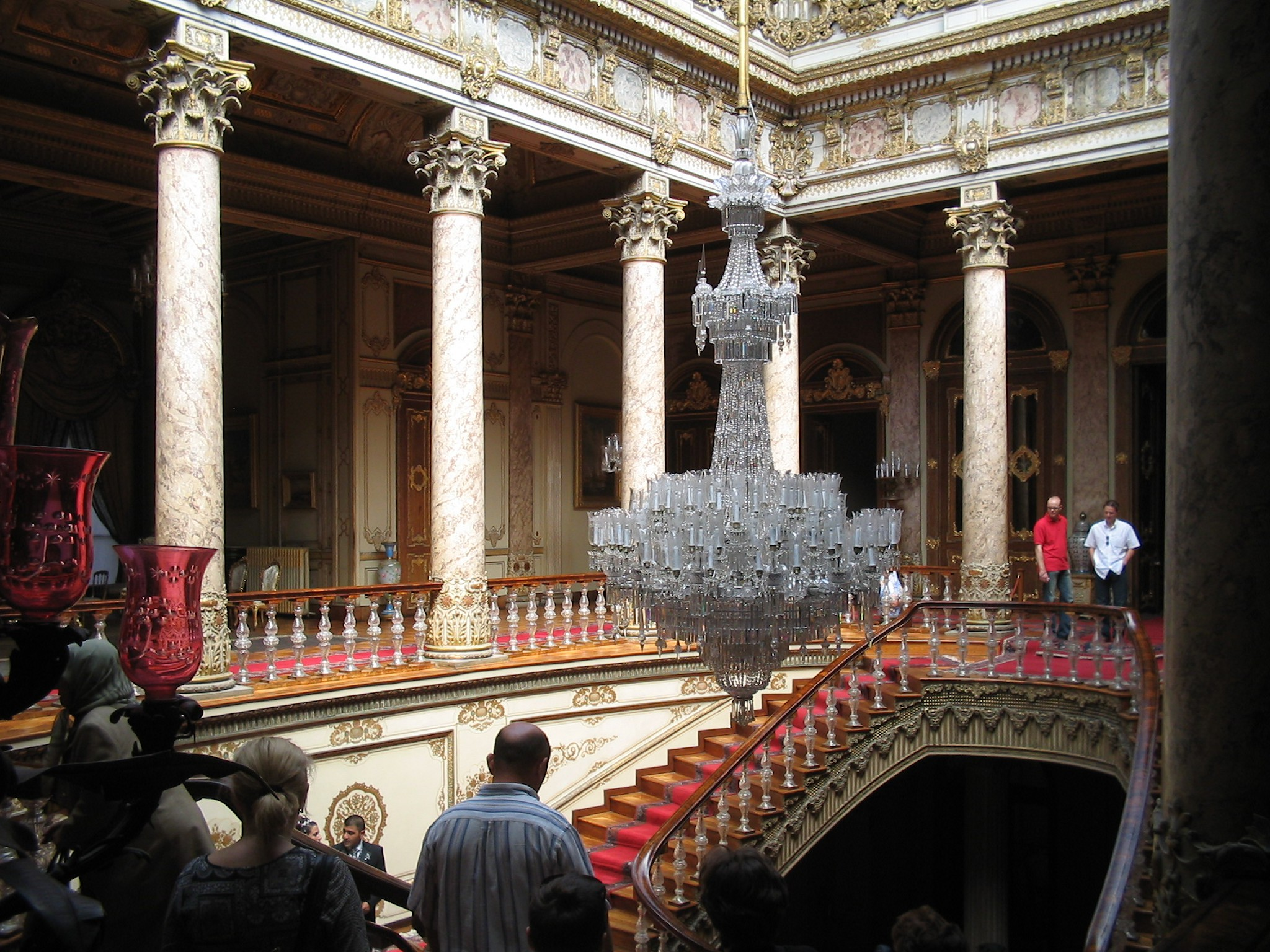
L'escalier de cristal.

Le plus grand lustre en cristal de Bohême du monde, trône au milieu du grand salon de cérémonie.
L'immense chandelier comporte 750 ampoules et pèse 4,5 tonnes.
Dolmabahçe possède la plus grande collection au monde de lustres en cristal de Bohême et de Baccarat.
Le célèbre « escalier de cristal », composé de cristal de Baccarat, laiton et acajou, est en forme de double fer à cheval. Le palais contient un grand nombre de tapis d'Hereke fabriqués par l’usine impériale d’Hereke.
Le palais possède aussi de vieux tapis de 150 ans en peau d'ours, cadeaux du tsar de Russie au sultan ottoman.

## Hall Medhal (entrée)
La visite au palais de Dolmabahçe commence à l'Hôtel de Medhal.
Les chambres du Medhal sont tournées vers la mer et la terre.
Les chambres donnant sur la mer ont été utilisées par les fonctionnaires de premier plan de l'Empire ottoman, le grand vizir et les autres ministres d'État, tandis que les chambres donnant sur la terre ont été utilisées par divers administrateurs du palais et de l'État, y compris le « maréchal du palais », Cheikh al-Islam (première figure religieuse), et les membres de la Chambre des représentants (Meclis Mebusan-i) et le Sénat (Meclis Ayan-i).
Les invités attendaient d'abord dans cette salle et étaient ensuite conduits à l'intérieur au moment opportun par un fonctionnaire du protocole du palais.
En entrant dans le Medhal, des tables Boulle qui portent le monogramme du sultan Abdülmecit Ier sur le dessus sont visibles de chaque côté de la salle.
Le monogramme royal du Sultan est aussi sur la cheminée.
Le lustre anglais suspendu au milieu de cette salle a soixante bras.
Les tissus Hereke utilisés comme rembourrage pour les meubles et les rideaux sont dans la couleur royale : le rouge.

## Pièce du secrétariat
La deuxième pièce après le Medhal à droite est la salle du greffier, aussi appelée la pièce carrelée.
Le plus grand tableau dans la collection de palais, une représentation de la Procession Surre par Stefano Ussi, est accrochée au mur de gauche de cette salle.
Surree a été utilisée pour se référer à la caravane parcourue d'Istanbul à La Mecque durant le mois religieux de Recep portant l'aide monétaire pour soutenir la maintenance et la décoration de la Kaaba de La Mecque, et de fournir une aide à la population locale de Hedjaz.
Sur le mur à droite, il y a une peinture signée par l'artiste autrichien Ernst Rudolph (1854-1932), illustrant l'incendie au Théâtre municipal de Paris et une autre peinture d'une jeune fille d'un village néerlandais par Delandre.
Décorée avec des meubles de style français, cette pièce contient aussi des vases en porcelaine de grande valeur.

## Chambre de Mustafa Kemal Atatürk

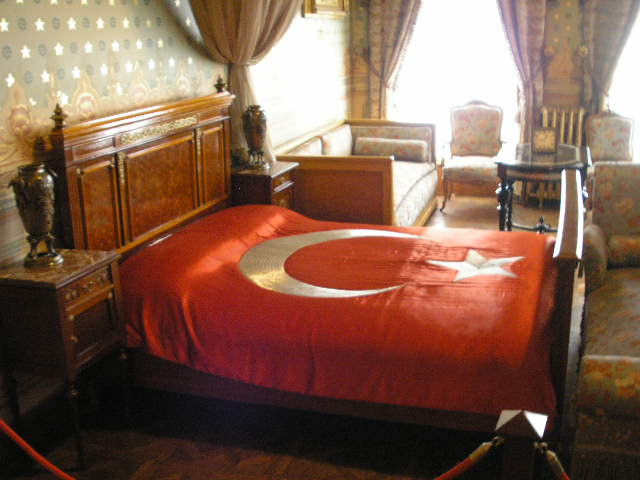
Lit de mort d'Atatürk, dans la section harem du palais.

Mustafa Kemal Atatürk, fondateur et premier président de la Turquie moderne, a passé les dernières années de sa vie à Dolmabahçe. Il y est mort dans une chambre qui fait maintenant partie du musée, le 10 novembre 1938, à 9 h 05 du matin, heure à laquelle ont été arrêtées toutes les pendules du palais.
Toutefois, cette pratique a changé récemment, puisque les diverses horloges du palais sont arrêtées à tour de rôle à l’heure fatidique. Seule l'horloge de la chambre est toujours restée arrêtée à 9h05.

## Galerie

Plan du palais de Dolmabahçe.
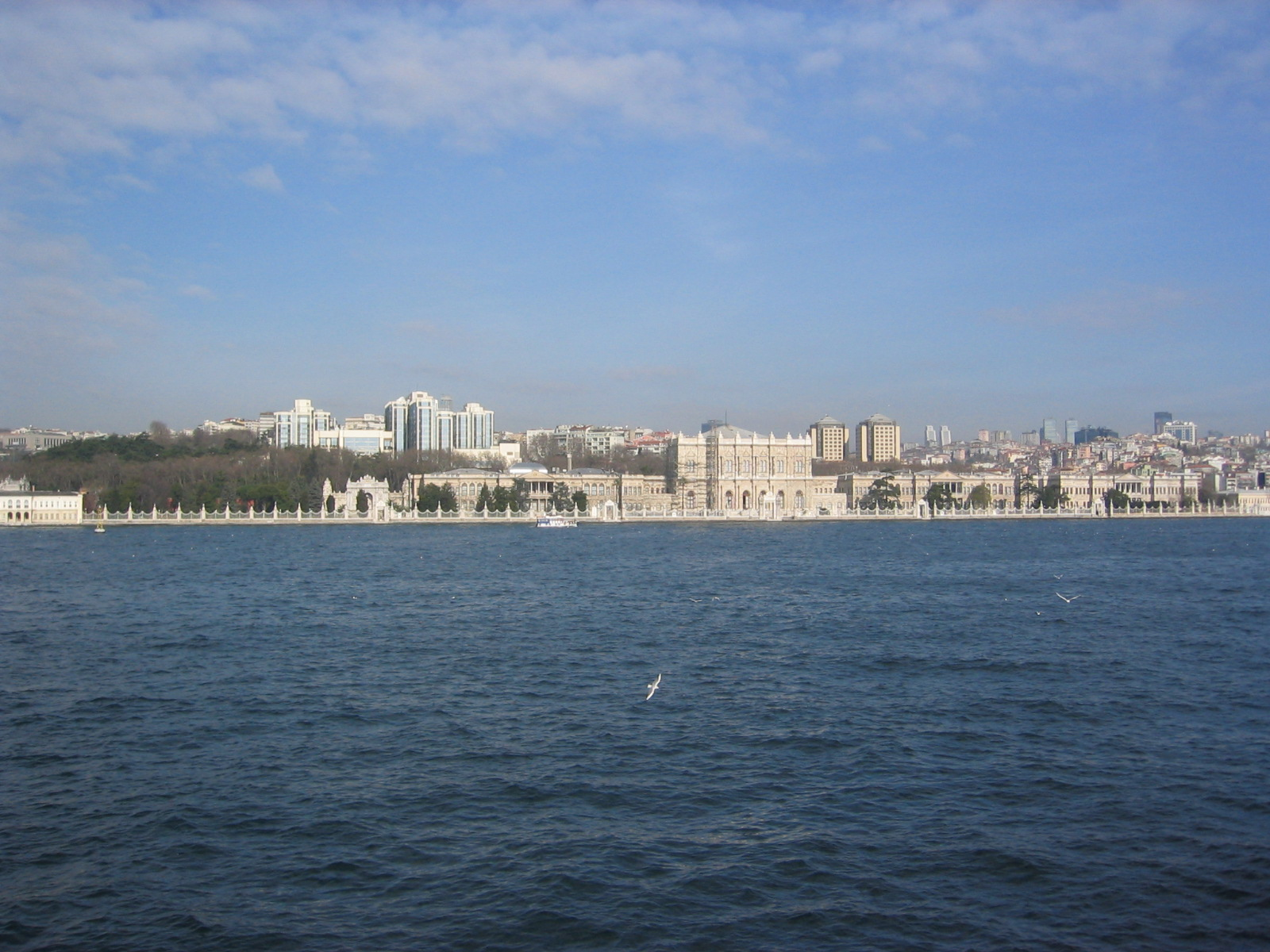
Le palais de Dolmabahçe, vu du Bosphore.
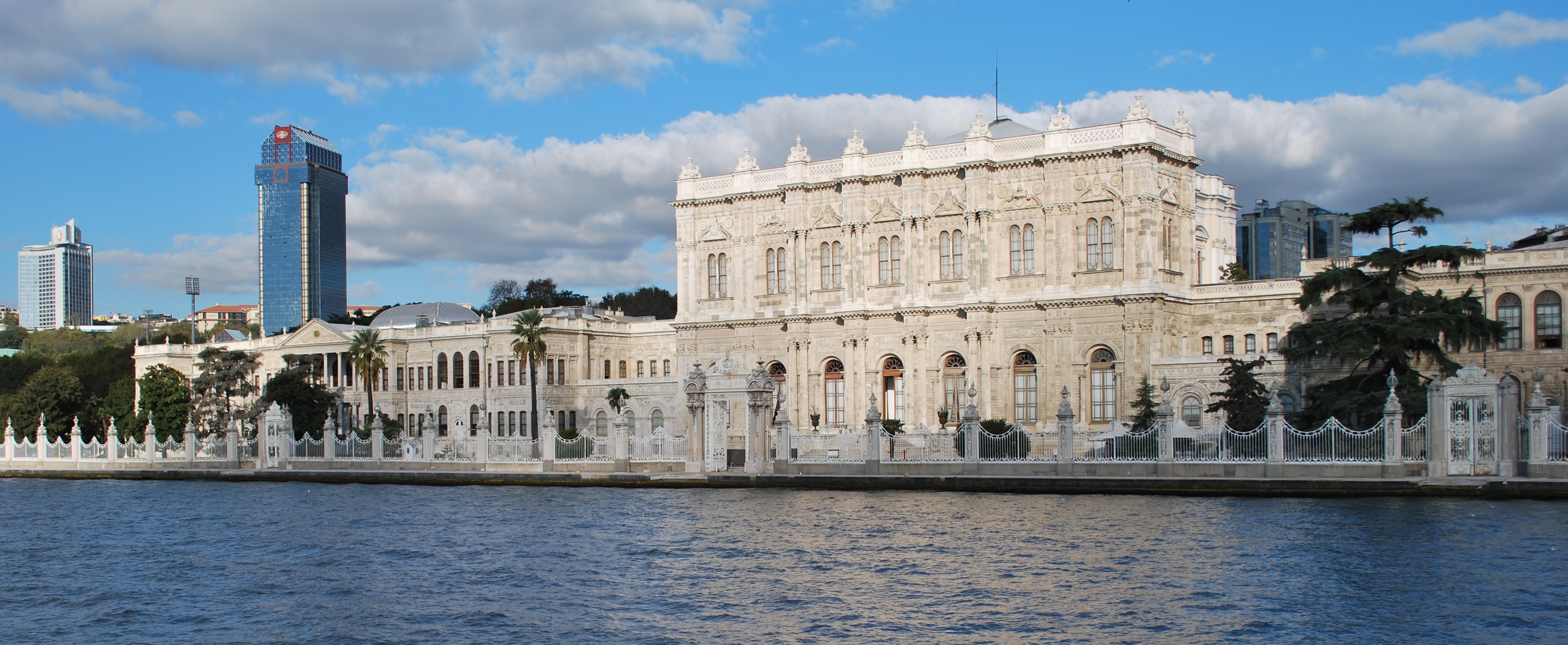
Vue de près du palais de Dolmabahçe depuis le Bosphore.
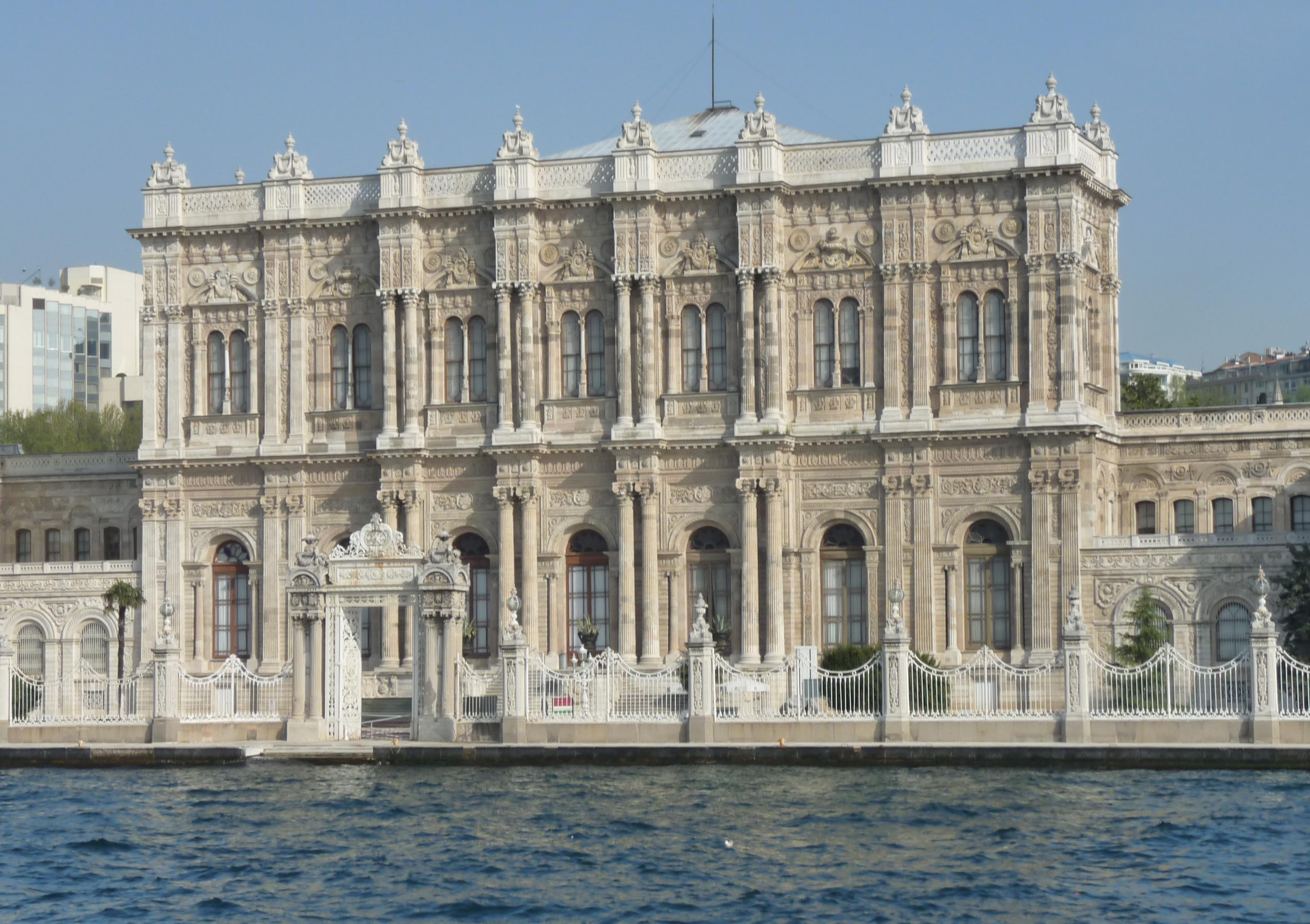
Vue de près du palais de Dolmabahçe depuis le Bosphore.
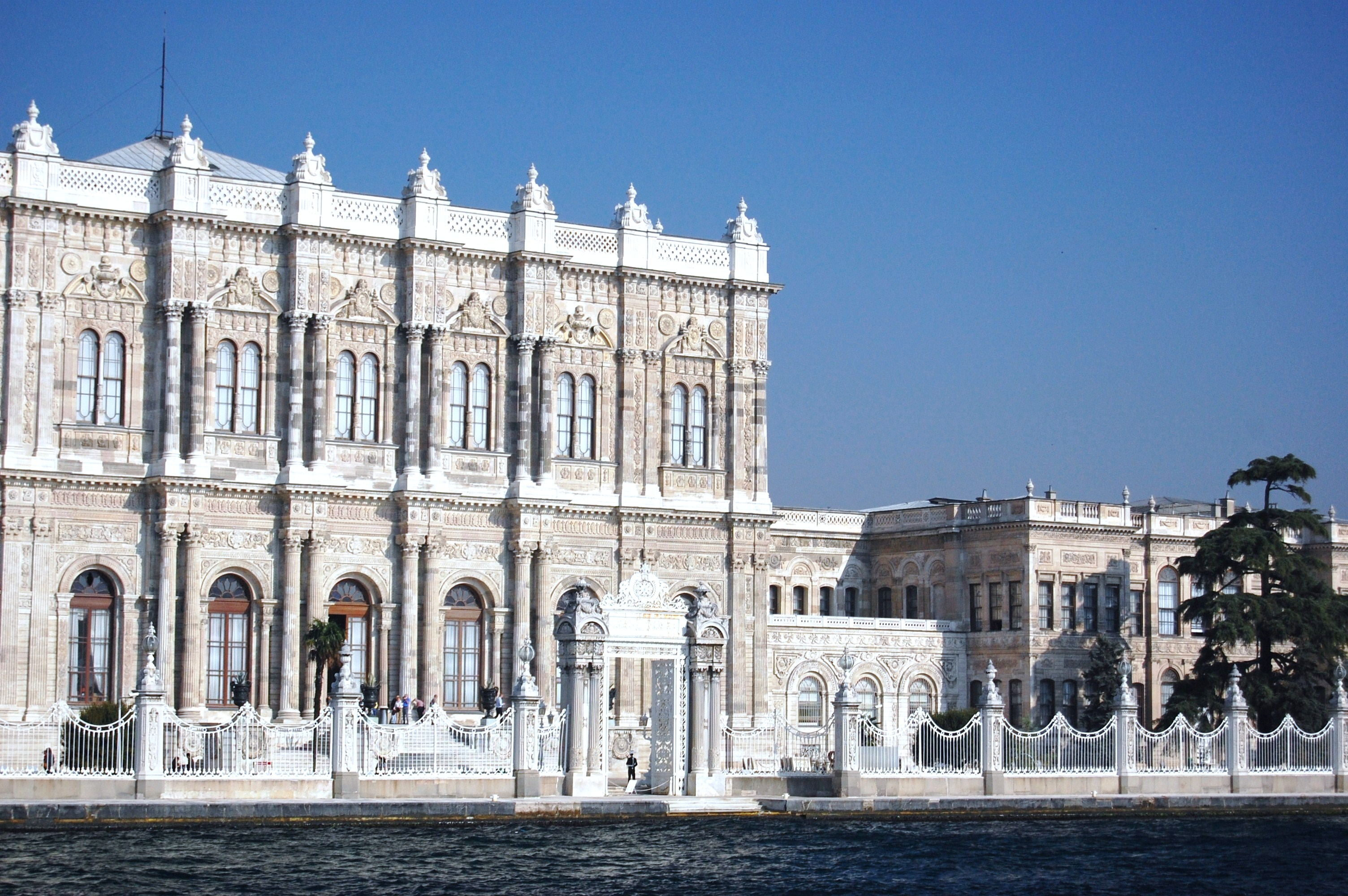
Vue de près du palais de Dolmabahçe depuis le Bosphore.
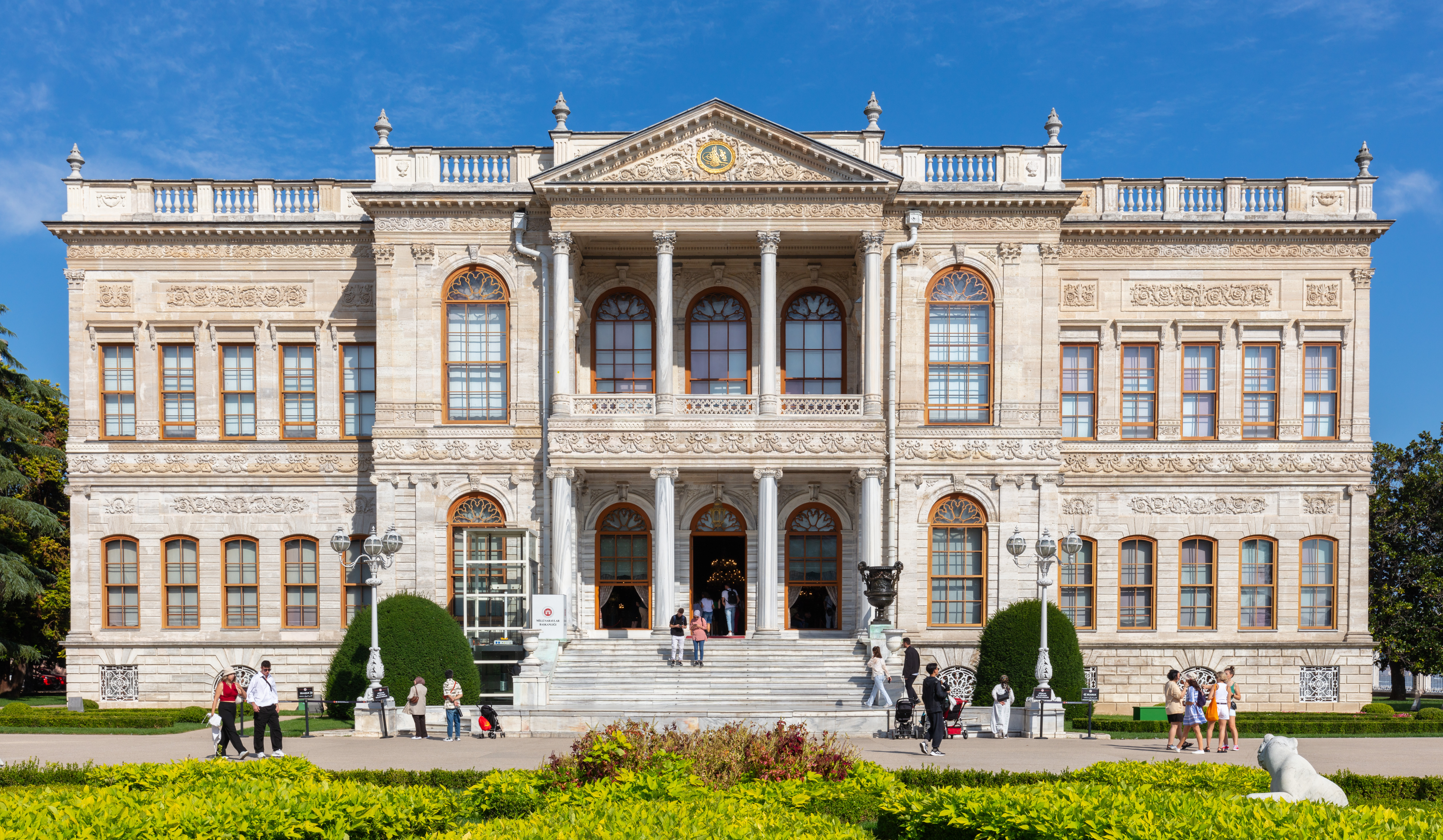
Vue de la façade latérale.
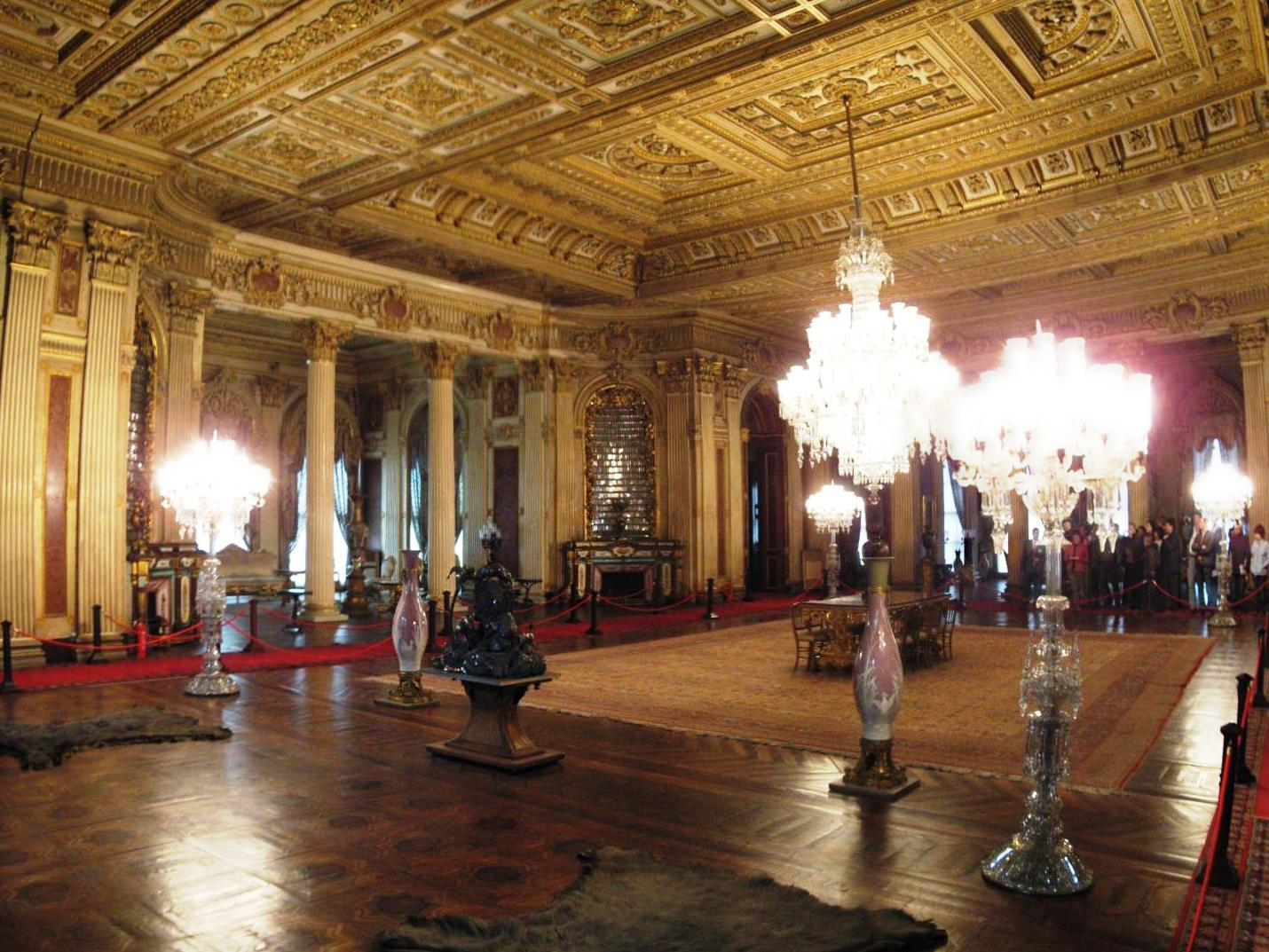
Le hall des ambassadeurs (Süfera Salonu).
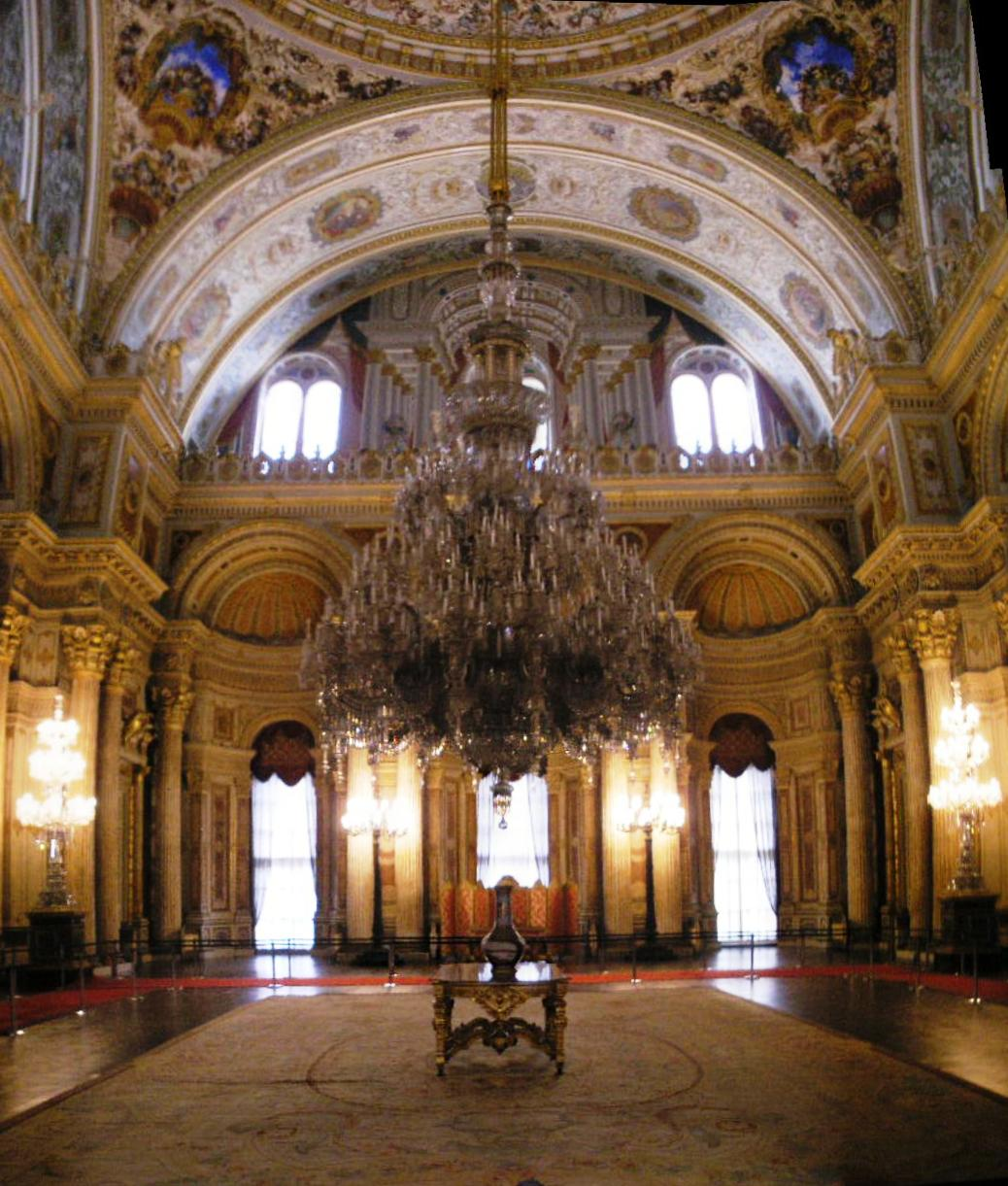
Le hall des cérémonies (Muayede Salonu).
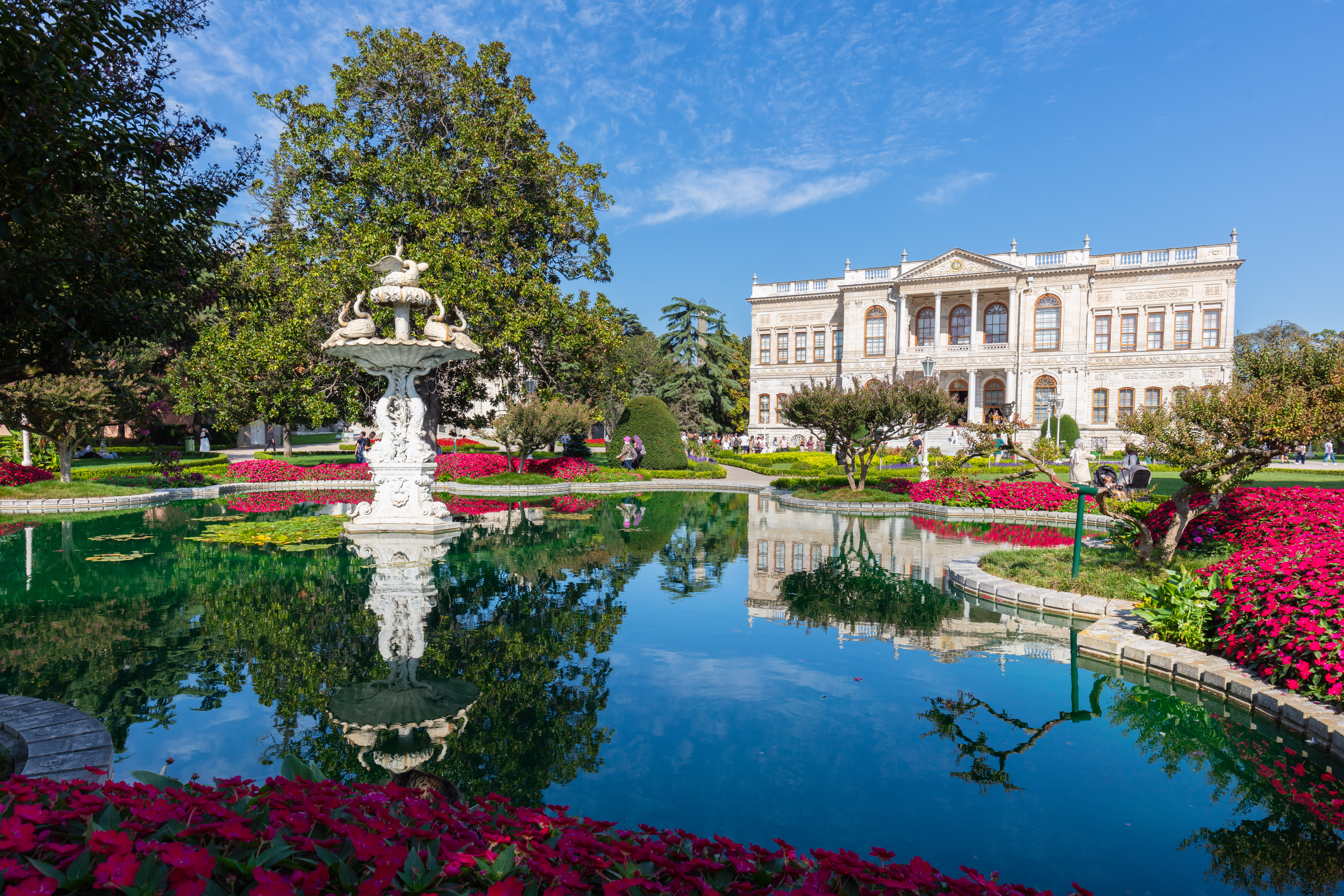
Fontaine dans le jardin.
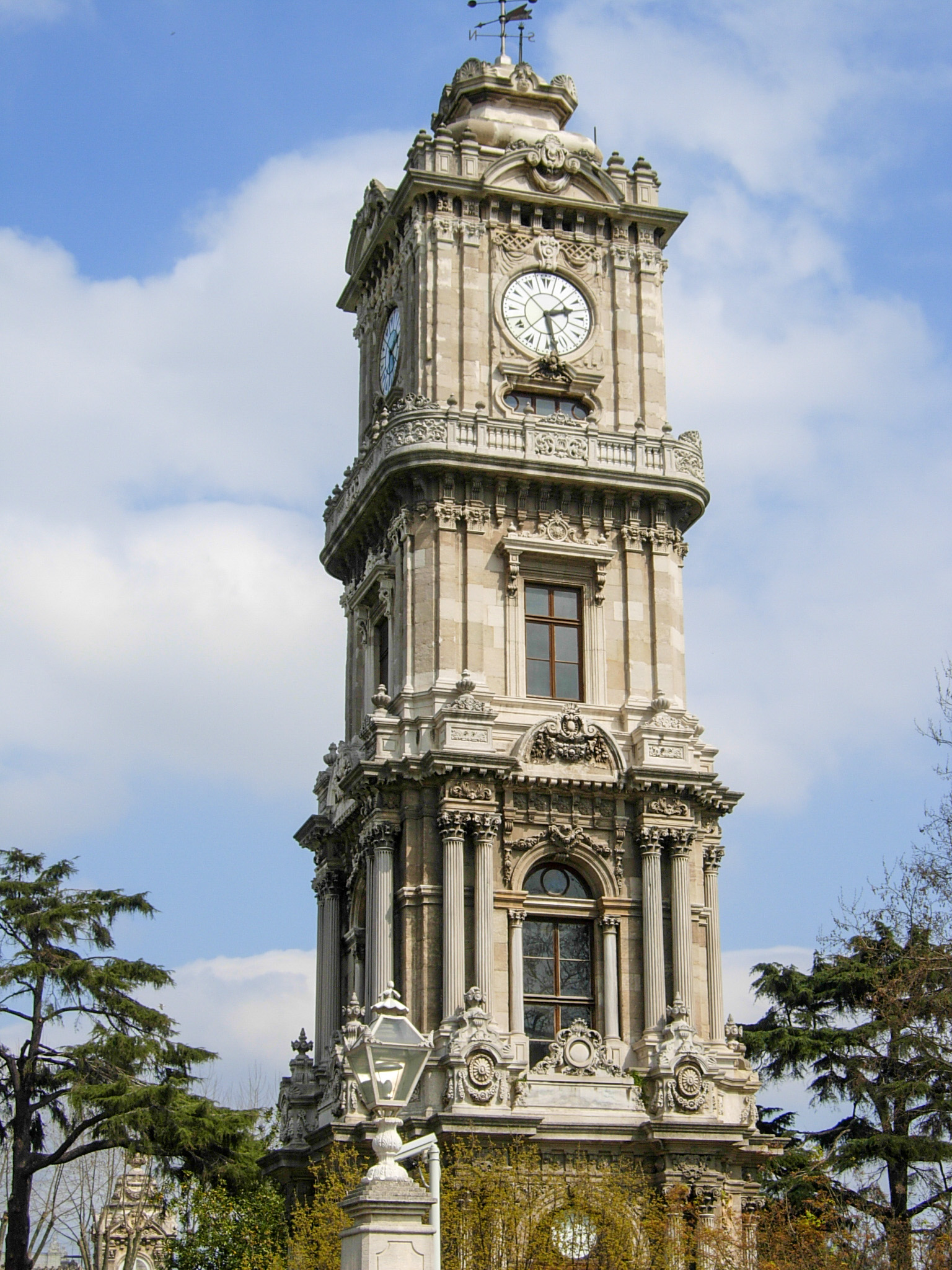
La tour de l'Horloge.